# 旭海雄蓮
旭海雄 蓮（きょくかいゆう れん、2000年4月4日 - ）は、モンゴル国バヤンホンゴル県出身で、大島部屋所属の現役大相撲力士。本名はシャグダルスレン・ダライバートル（モンゴル語キリル文字表記：Шагдарсүрэн Далайбаатар）。身長182.2cm、体重153.3kg。最高位は東幕下筆頭（2025年7月場所）。2025年9月場所での新十両昇進が決定している。

## 来歴
幼少期は母親の方針で激しいスポーツを禁止されていたが、格闘技を見ることが好きでUFCや大相撲をテレビやインターネットでよく観戦していた。飛び級でウランバートルの高校に通っていた14歳の時に柔道とブフ（モンゴル相撲）を始めると、1年目からブフでナーダム少年の部4位に入賞するなど格闘技の世界で実績を残し始めた。この頃は柔道で日本の高校に留学することを考えていたが、日本の新名学園旭丘高等学校がウランバートルで実施した相撲部の留学生選抜試験に成り行きで参加したところ合格したため、柔道ではなく相撲での日本留学が決定した。同高校の留学1期生である。高校時代は2年時に全国高校選抜大会3位、3年時に関東大会無差別級3位の実績を残した。日本体育大学スポーツ文化学部武道教育学科に進学すると、2年時に全日本選手権ベスト8、4年時に全国学生選手権ベスト16などの実績を残した。
大学卒業後は高校時代から目指していた大相撲入りを希望し、入門先が決まらなければ大学に残って相撲浪人になることも辞さない覚悟であったが、卒業直前に大島部屋への入門が決定し、研修期間と興行ビザ取得待ちの期間を経て2023年11月場所で初土俵を踏んだ。付出資格を持っていなかったため前相撲でのデビューとなったが、2024年1月場所で初めて番付に名前が載ってから5場所連続で6勝以上の好成績。三段目以下の各段は全て1場所で通過し、特に三段目は7戦全勝で優勝を飾っている。同年11月場所では東幕下8枚目まで番付を上げたが、この場所は入門以来初の負け越しとなった。東幕下16枚目に番付を下げた2025年1月場所からは4場所連続で勝ち越している。2025年7月場所は東幕下筆頭の地位で11日目に勝ち越し、最終的に5勝2敗で取り終えた。場所後に開かれた番付編成会議で、翌9月場所での新十両昇進が決定した。6代大島の弟子からは初めての新十両力士になった。

## 人物
- 日本体育大学時代の同期に大の里、阿武剋、石崎らがいる[9][10]。阿武剋とは新名学園旭丘高等学校でも同期だった[11]。
- 「旭海雄」という四股名は師匠（元関脇旭天鵬の6代大島）の現役時代の四股名から「旭」、本名の「ダライバートル」のモンゴル語の意味の「海の英雄」から「海」と「雄」の文字を入れ、下の名前の「蓮」は師匠の長男の名前から来ている[12]。
- 現役の期間は重なっていないものの大島部屋の兄弟子にあたる元幕内旭秀鵬からは才能を高く評価されており、前相撲からのデビューにも関わらず入門直後に三段目以上でないと許されない雪駄を贈られていた[1]。

## 主な成績
2025年7月場所終了現在

### 通算成績
- 生涯戦歴：53勝17敗（11場所）

### 各段優勝
- 三段目優勝：1回（2024年5月場所）

### 場所別成績
| | 一月場所 初場所（東京） | 三月場所 春場所（大阪） | 五月場所 夏場所（東京） | 七月場所 名古屋場所（愛知） | 九月場所 秋場所（東京） | 十一月場所 九州場所（福岡） |
| --- | ----------------------- | ----------------------- | ----------------------- | --------------------------- | ----------------------- | --------------------------- |
| 2023年 （令和5年） | x                       | x                       | x                       | x                           | x                       | （前相撲）                  |
| 2024年 （令和6年） | 東序ノ口15枚目 6–1      | 西序二段32枚目 6–1      | 西三段目87枚目 優勝 7–0 | 東幕下58枚目 6–1            | 西幕下28枚目 6–1        | 東幕下8枚目 3–4             |
| 2025年 （令和7年） | 東幕下16枚目 5–2        | 東幕下9枚目 5–2         | 東幕下5枚目 5–2         | 東幕下筆頭 5–2              | 十両 –                  | x                           |
| 各欄の数字は、「勝ち-負け-休場」を示す。 優勝 引退 休場 十両 幕下 三賞：敢=敢闘賞、殊=殊勲賞、技=技能賞 その他：★=金星 番付階級：幕内 - 十両 - 幕下 - 三段目 - 序二段 - 序ノ口 幕内序列：横綱 - 大関 - 関脇 - 小結 - 前頭（「#数字」は各位内の序列） |                         |                         |                         |                             |                         |                             |

## 改名歴
- 旭海雄 蓮（きょくかいゆう れん）2023年11月場所 -